# Esclusas y molino de Casablanca

Planta y perfil de las esclusas en la Descripción de los Canales imperial de Aragón i Real de Tauste del Conde de Sástago (Mateo González, 1796).

El conjunto de esclusas y molino de Casablanca o Puerto de Casablanca (antiguamente escrito como la Casa Blanca), también llamado como Almenara, Esclusas, Casa o Molino de San Carlos, es un complejo hidráulico situado en el paso del canal Imperial de Aragón por Zaragoza (España). 
Fue inaugurado como parte de las obras del canal Imperial de Aragón en 1786 y formó parte integral de la vida zaragozana desde el siglo XVIII. Fue un sitio de gran significado en la Ilustración en Aragón, en los sitios de Zaragoza de la Guerra de la Independencia y en la industrialización y electrificación del siglo XX en la región. Como tal, formó el núcleo histórico del actual barrio y distrito de Casablanca, al que dio su actual nombre por sus características paredes blancas.
En la actualidad, sirve como pequeña central hidroeléctrica y como conjunto histórico en torno al cual se articula un parque conocido por la Fuente de los Incrédulos. Desde 2000 está protegido como Bien de Interés Cultural.

## Descripción
El conjunto se encuentra en el kilómetro 81,5 del canal Imperial de Aragón. Las esclusas abarcan dos saltos de 3,25 metros cada uno, construidos en piedra caliza. Antiguamente estaban cerradas con compuertas de madera, hoy desaparecidas al haber perdido su uso tras desaparecer la navegación en el canal. Las cámaras que forman son de planta elíptica (con 9,75 y 35,10 metros en sus ejes) y tardaban en llenarse ocho minutos en su época de funcionamiento. Se trata de una tipología típica en la época, destinada a contener el empuje del agua contra el terreno mediante una estructura de bóveda.

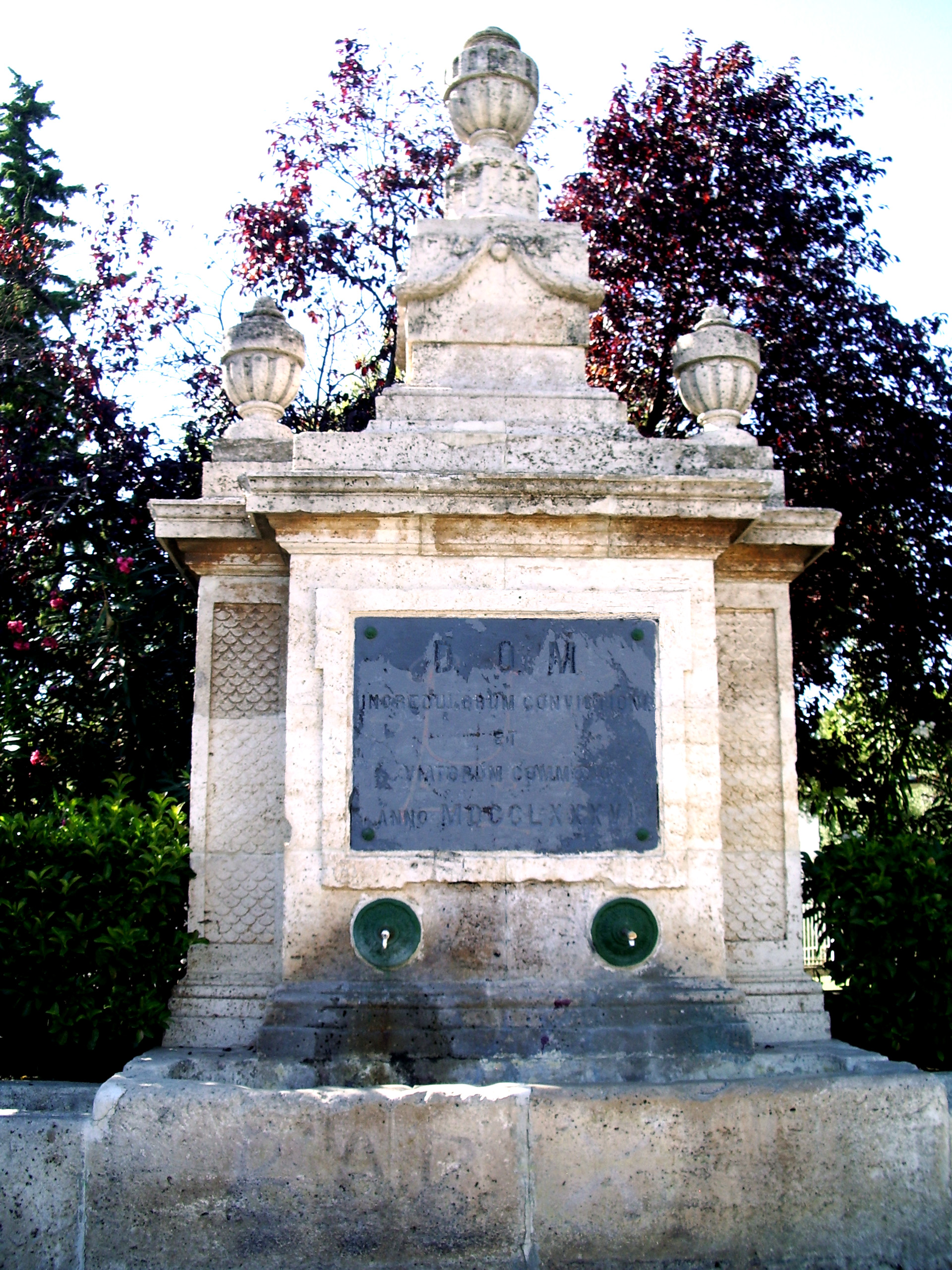
La Fuente de los Incrédulos.

En paralelo a las esclusas la corriente se encuentra con tres compuertas de arco adinteladas que desvían la corriente para uso humano. Sobre estas se sitúa la llamada almenara de San Carlos, siguiendo el esquema típico en la arquitectura del canal. Consta de una caseta de un piso, para operar las almenaras, y un módulo anexo de dos pisos, usado como estancia para el guardia. Ambos bloques están enlucidos en cal, dándole el color blanco que le ganó al edificio el nombre popular de "la Casa Blanca".
El molino anexo a esta edificación tiene dos pisos y es un ejemplo de la arquitectura industrial de la época. Es de planta rectangular con muros de piedra sillar también encalados, rematados con aleros y cubiertos por un tejado a cuatro aguas de teja árabe. Todavía se conservan los cárcavos del antiguo molino, que llegó a tener en funcionamiento seis muelas.
En las cercanías del molino se encontraban dos bloques más de planta rectangular y semejante apariencia. Uno, situado al oeste, era usado para batanes y hoy en día es oficina de ACESA (Confederación hidrográfica del Ebro). Frente a él, se construyó un dique para el funcionamiento como puerto, que permitía buques de 126x25 toesas, capaces de transportar 2700 arrobas. El otro edificio, situado al noreste y hoy desaparecido, era conocido como Casa de San Carlos y fue almacén del puerto y posteriormente posada para viajeros. Para prestar dichos servicios, contaba con unas caballerizas en las proximidades.
El complejo estaba circundado por una zona abierta, donde se ubica la Fuente de los Incrédulos y el actual Parque de los Incrédulos. Un puente del Camino Real, cruzaba en las cercanías en su marcha desde Valencia hacia la ciudad. Por el puente pasaba la acequia que iba hacia la Romareda, cobrándose portazgo para el mantenimiento del mismo. El puente fue posteriormente ampliado para el tráfico a motor a costa de la Casa de San Carlos, siendo aún visible la estructura del puente original bajo el nuevo tablero de hormigón. En tiempos existió también una pequeña capilla en la zona, bajo la advocación de la Virgen del Pilar.

## Historia

### Construcción
La conexión del mar Cantábrico con el Mediterráneo fue un sueño estratégico aragonés en los tiempos ilustrados. La Real Sociedad Económica Aragonesa de Amigos del País y, particularmente, Ramón Pignatelli promovieron desde 1776 la construcción del canal Imperial de Aragón para crear una vía navegable que permitiera a los productos aragoneses alcanzar el mar y desarrollar la agricultura de regadío.
Su paso por Zaragoza fue complejo por la orografía, siendo inevitable la creación de varios conjuntos de esclusas y obras singulares para salvar el río Huerva. El proyecto original, del ingeniero neerlandés Cornelis Krayenhoff, fue corregido y ejecutado por el ingeniero militar Julián Sánchez Boort y su equipo (entre los que se incluían Fernando de Ulloa y Luis Chimioni). Al lado de las esclusas más cercanas a la ciudad, y aprovechando que debían ser lugares de parada para las embarcaciones, se decidió erigir un complejo con muelles y almacenes para escala de los barcos que usaran el canal. Además, el desnivel de la llamada almenara de San Carlos permitió usar la corriente para mover un molino harinero y varios batanes como parte de la primera industria moderna de Zaragoza. 

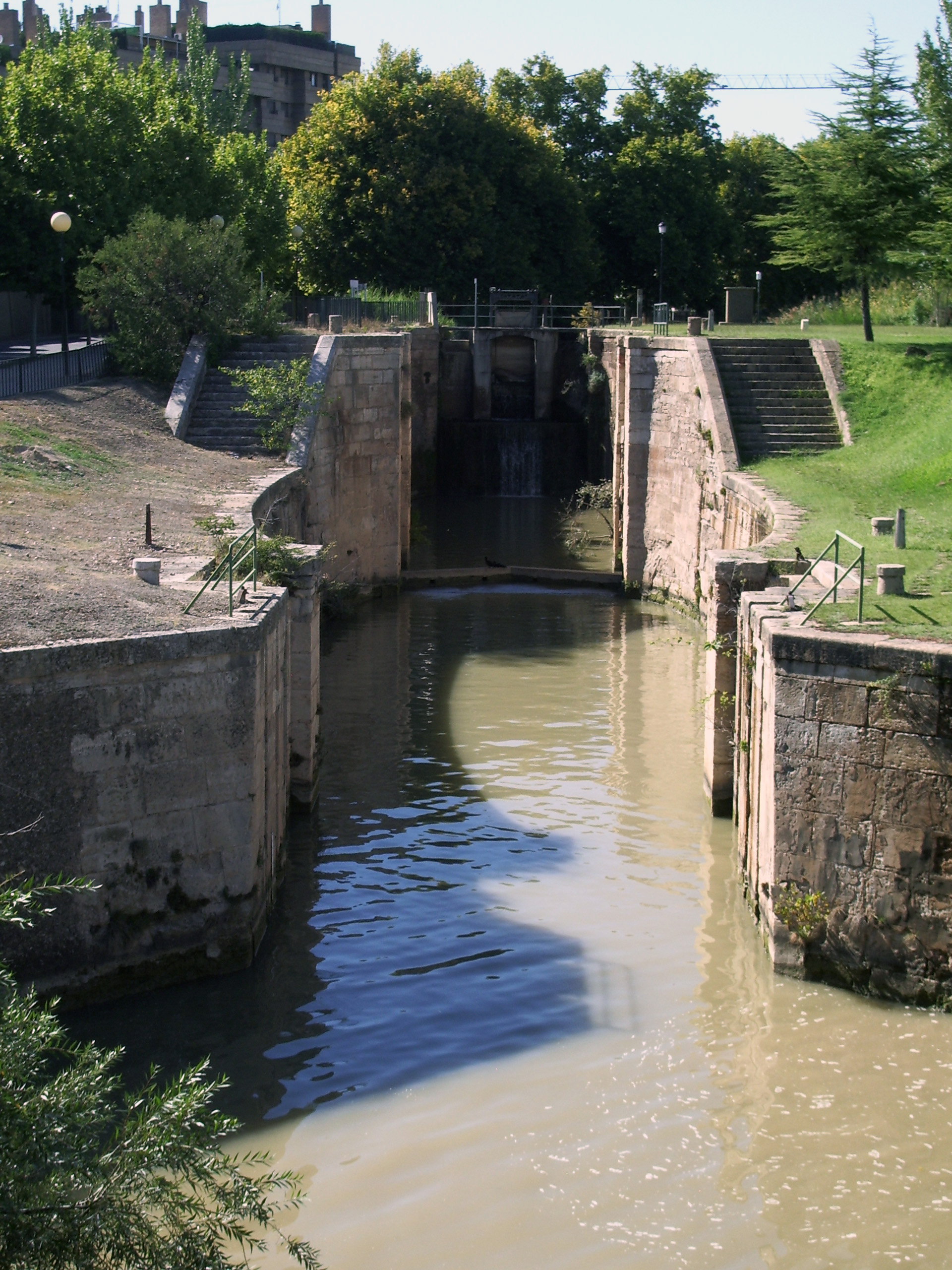
Antiguas esclusas de Casablanca.

Las obras fueron largas y costosas. Tras diversos problemas de financiación por parte de los promotores del canal, las obras de las esclusas se empezaron en 1780 y se lograron terminar en 1782, aunque las aguas no llegaron a la Casa Blanca hasta 1784. La apertura de los siguientes tramos zaragozanos del canal, complicados por las dificultades que presentaba el suelo, se postergó dos años más y no fue hasta 1786 que se pudo inaugurar oficialmente el complejo. La inauguración de la Casa Blanca sirvió como celebración pública por las conclusión de las obras del canal, en un acto multitudinario que atrajo a la mayor parte de la población.
Las instalaciones fueron un punto singular como principal contacto entre la infraestructura y la mayor ciudad a la que servía. Mostrando su simbolismo, Pignatelli mandó erigir allí la Fuente de los Incrédulos como respuesta a los críticos del proyecto. Símbolos de la empresa hidráulica acometida, las esclusas se convirtieron desde el primer momento en uno de los símbolos zaragozanos. El viajero inglés Joseph Townsend las describió así en su periplo en 1786-1787:

Cuando cruzamos este canal cerca de Zaragoza, en nuestro camino hacia Madrid, nos detuvimos a examinar las obras; y debo confesar que nunca he visto nada tan bello o tan perfecto en su clase como las esclusas y embarcaderos.
Joseph Townsend, A Journey through Spain in the Years 1786 and 1787..., vol. I, p. 214

En 1789 Pignatelli da orden de que empiece la navegación en el canal. En sus primeros momentos de vida, el puerto tuvo una actividad intensa. Una decena de barcos prestaban servicio regular transportando grano, sal y otros productos gracias a la fuerza del cierzo o de caballerías cuando el viento no bastaba. El trayecto entre El Bocal (Tudela) y el puerto de Casablanca, a media legua de Zaragoza, tardaba de 12 a 16 horas, reduciendo a la cuarta parte el tiempo que con respecto a un convoy terrestre. El camino inverso se debía hacer con tracción de sangre contra el viento y tardaba el doble.
Las principales mercancías transportadas eran trigo, desde la ribera navarra y la rica zona agrícola de las Cinco Villas hasta el mercado zaragozano en la ida y productos de la huerta aragonesa (regaliz, hortalizas) junto a pequeñas manufacturas en la vuelta. Durante la Guerra del Rosellón (1793-1795), se añadió también un importante tráfico militar dadas las ventajas que ofrecía para el transporte de artillería y municiones. Para el transporte de personas se disponía de dos embarcaciones «como las de Holanda» de catorce plazas sentadas a cubierto (más otras en el exterior) que ofrecían servicios regulares a Tudela con paradas en el puerto de Casablanca y el puerto de Miraflores.

### La Casa Blanca durante la Guerra de la Independencia
Este nodo logístico fue especialmente relevante durante la Guerra de la Independencia, siendo usado el canal como parte de las principales rutas de abastecimiento del ejército ocupante francés. Sus rutas logísticas entraban en la península por Navarra, y al alcanzar Tudela, usaban el canal para proveer sus operaciones en Aragón y Cataluña.
La sublevación de la ciudad contra la ocupación francesa en mayo de 1808 obligó al partido antifrancés a tomar el canal, donde el funcionario del canal Antonio Lamana se distinguió por asegurar para los sublevados las barcas que lo surcaban. Como parte del rápido programa de fortificación de la ciudad por parte de Antonio de Sangenís, el canal fue reideado como una línea defensiva para cubrir el flanco sur de la ciudad, instalándose varios cañones en la Casa Blanca y otros puntos clave. Casablanca era clave para controlar el aprovisionamiento de la ciudad y su puente era uno de posibles cruces del canal para sorprender a los defensores, por lo que la dotación fue significativa. Como cita Agustín Alcaide Ibieca en su historia de los sitios:

A la Casa blanca fue una porción de paisanos con algunos voluntarios a las órdenes del Marqués de Lazán; colocaron en el embarcadero dos cañones, y otros en el puente de América; encargándose de defenderlo el sargento mayor don Alonso Escobedo
Situación del día 14 de junio de 1808. Agustín Alcaide Ibieca. (recogido en Pérez Francés)

Mientras, el recién investido comandante de los sublevados José de Palafox convocó a todas las embarcaciones disponibles en las instalaciones de Casablanca para enviar tropas a Tudela.
El rápido avance francés hizo infructuosas las salidas desde el puerto de Casa Blanca. Pero a pesar del fracaso en socorrer la ribera del Ebro aguas arriba, Palafox logró a través de los puertos de Casablanca y Miraflores pertrecharse con armas y municiones antes de la llegada del ejército francés.
Tras haber fracasado la defensa adelantada zaragozana, las fuerzas francesas se apresuraron a asediar la ciudad. Uno de los combates claves tuvo lugar el 15 de junio de 1808 en la Casa Blanca, donde a pesar del duro recibimiento inicial que les brindaron los defensores, se rompió la línea de defensa al explotar uno de los cañones, quedando el otro dañado. Solo el ánimo de Escobedo, que pronto comprendió el riesgo que suponía para la ciudad la pérdida del puente que daba acceso por el sur y montó una segunda línea defensiva en el interior, evitó males mayores para los defensores.
El primer sitio resultante se saldó sin embargo con un fracaso galo, al no lograr cerrar el cerco. Incapaces de rendir la ciudad, tuvieron que terminar levantando el asedio tras llegar noticias de la derrota en Bailén. En su huida de la ciudad, abandonaron en el puerto de Casablanca importantes cantidades de armamento.
Sin embargo, la intervención personal de Napoleón cambió el curso de la guerra y el ejército francés no tardó en volver a intentar capturar la ciudad. Como medida preventiva, se cortó en octubre de 1808 el canal en Grisén, para impedir que la artillería y armamento pesado francés pudiera acercarse a la Casa Blanca. Las posiciones defensivas en la Casa Blanca se reforzaron con la formación de dos baterías artilleras y el talado de los olivos circundantes que limitaban la zona de tiro. Sin embargo, los comandantes de la posición desconfiaban de su seguridad. El responsable de la Casa Blanca, Federico Castañer, pidió en un parte más hombres y municiones mientras el comandante de artillería Luis de Gonzaga y de Villaba, luego respaldado por el propio Sangenís, alertaba a Palafox de la vulnerabilidad de la posición. A pesar de estas voces, Palafox se negó a dividir sus fuerzas más para reforzar la guarnición.

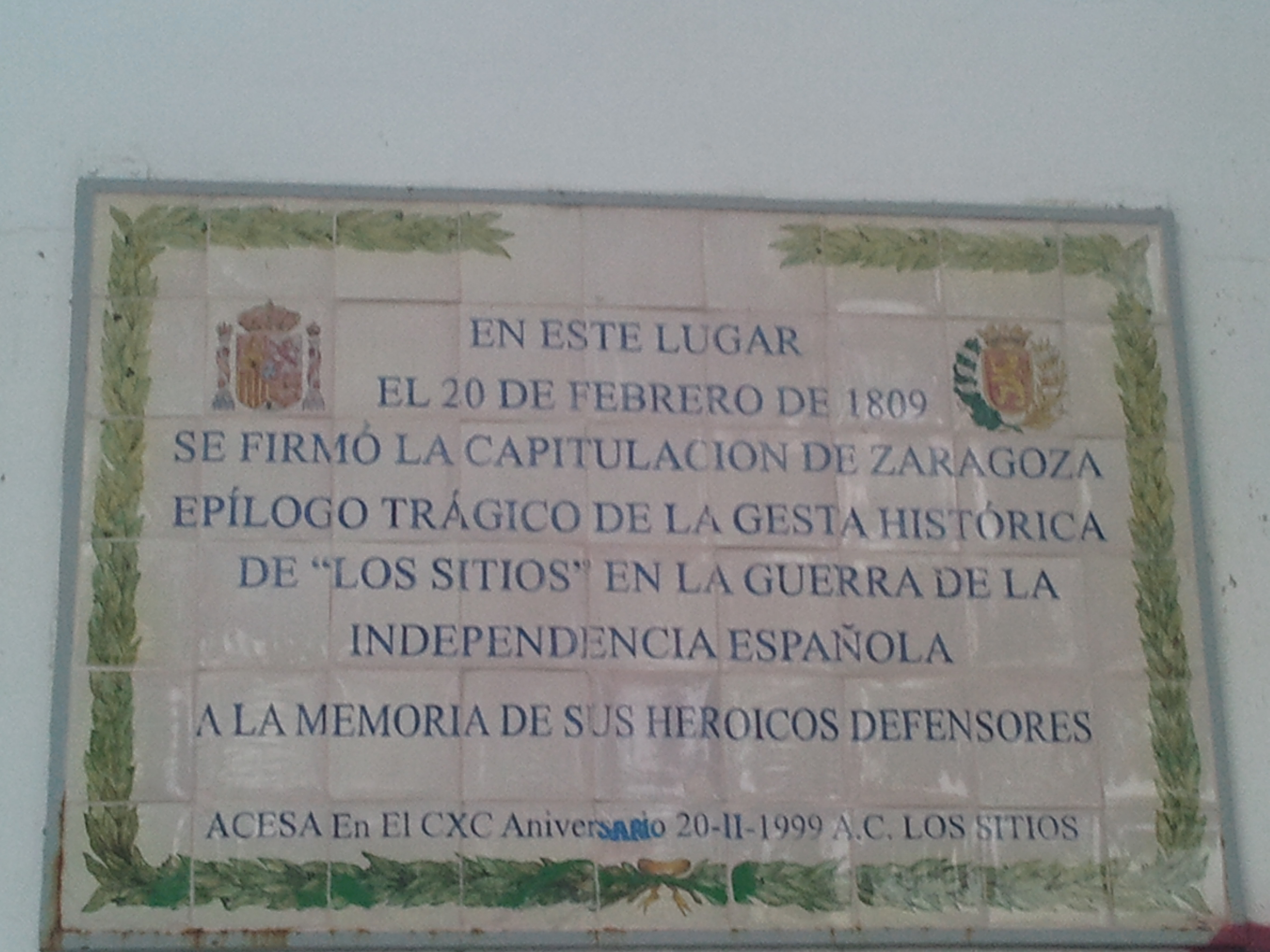
Conmemoración de la rendición de la ciudad de Zaragoza durante los Sitios de la Guerra de la Independencia

En mitad de estas operaciones, llegaron los franceses el 1 de diciembre. Ese mismo día, las baterías de Casablanca se estrenaron repeliendo un ataque sorpresa francés. El 20 de ese mismo mes fue atacada con fuerza la posición, cuyo comandante se vio superado y la abandonó previa inutilización de los cañones. Con esta derrota, el general Saint-Marq tuvo que replegarse de la línea defensiva del canal hacia la ciudad.
Durante el posterior segundo sitio de la ciudad, el edificio fue usado por el ejército francés comandado por Jean Lannes como cuartel general. Tras una dura lucha, el consejo que comandaba la resistencia con Palafox enfermo se rindió en el molino. Una nota conmemorativa en sus paredes recuerda dicho uso y la capitulación final de las autoridades de la ciudad en dicho lugar.
Durante la posterior ocupación francesa, el canal sería reparado y usado como vía de aprovisionamiento. Bajo el control del intendente Carlos Victor D'Hautefort el tráfico se multiplicó, llegando la flota del canal a las 15 barcas. De forma singular, la Casa Blanca fue usada como lugar de ejecuciones para castigar a un contingente de tropas polacas que se habían amotinado en ausencia del gobernador Louis Gabriel Suchet el 27 de marzo de 1811.

### Casablanca en elsigloXIX
El periodo posterior a la Guerra de la Independencia Española fue de lento declive para el canal. Los daños a la infraestructura del canal ocasionados por los franceses en su retirada limitaron un tráfico cuya demanda necesitaba esperar a la reconstrucción de la severamente damnificada Zaragoza. En 1827 el rey Fernando VII y su esposa María Amalia aprovecharon su visita a Zaragoza para observar personalmente la situación del canal. Durante su viaje en un barco especialmente adecuado, observaron las últimas obras en el embarcadero y el entorno campestre, que compararon con el Palacio Real de Aranjuez. A pesar de la abolición de la contribución del millón, que se pagaba en Aragón para financiar el canal, se realizaron diversas obras para restaurarlo incluyendo una restauración de las esclusas de la Casa Blanca, dañadas en las heladas de 1829.
Estos esfuerzos no bastaron para hacerlo rentable. La producción agraria aragonesa —principal mercancía del canal— disminuyó tras la guerra. Además, en los principios del siglo XIX el transporte de grano por el canal disminuyó en beneficio de la navegación por el Ebro, reduciendo la importancia relativa del puerto de Casablanca. Mientras, el tráfico de personas por el canal tenía que competir con las nuevas diligencias a Tudela, inauguradas en 1842 y considerablemente más cómodas para el viajero. Estas contaban además con la ventaja de llegar directamente a la ciudad navarra en vez de parar en El Bocal, a las afueras de la misma y de permitir posteriores combinaciones hacia Pamplona, Tolosa y Bayona. El servicio de viajeros por barco quedó reducido a una frecuencia de cuatro días a la semana, saliendo de madrugada, y con un coste de 30 reales.
En ese contexto, el Diccionario geográfico-estadístico-histórico de España y sus posesiones de Ultramar de 1850 describe una zona que ha perdido interés industrial. No reseña la actividad harinera en el molino en el apartado de industria, en contraste con menciones explícitas a instalaciones claves que aprovechan el canal aguas abajo y hacia las que se desplazó el centro de gravedad industrial. En cambio, aporta datos de la agricultura del canal, que en el entorno de la Casa Blanca es favorecida por el riego. Menciona la existencia del molino harinero y de los batanes, así como un censo de la decena de barcos que seguían prestando servicio en el canal en 1850.
El acontecimiento más llamativo de la Casa Blanca en el segundo cuarto de siglo fue su uso para las negociaciones posteriores al fracasado intento de toma carlista de 1838. Derrotados los asaltantes tras un breve éxito inicial, los prisioneros leales al gobierno cristino fueron liberados en un canje decidido ahí. A pesar de esta aparente decadencia, en esta zona agrícola en las cercanías de la ciudad se empezaron a desarrollar otro tipo de actividades más lúdicas, pues, como Madoz señala:

Además en Zaragoza son muy frecuentes las romerías de las familias á los pilotos de la Casa Blanca, Puente de Gallego, y á las infinitas casas de campo y recreo que circundan las afueras de la c.
Diccionario geográfico-estadístico-histórico de España y sus posesiones de Ultramar. p. 635

Así, la Casa Blanca se convirtió en un lugar de esparcimiento en las afueras de la ciudad, especialmente con el nuevo urbanismo del siglo XIX que lo conecta con la avenida que sirve de entrada a la ciudad desde Valencia. Pocos años después, la Guía de Zaragoza de 1860 describe el canal a las afueras de Zaragoza de la misma manera:

Desde la [puerta] del Cármen sale otro [paseo] denominado de Casa Blanca, á la que conduce su única calle de arbolado por ambos lados, que estendiéndose mas de media legua, termina en las esclusas de San Cárlos del Canal Imperial.[...]

[Casa Blanca] Este es un ameno y delicioso sitio de recreo, rodeado de alamedas, que convida al esparcimiento, y que es favorecido con preferencia por cuantos desean disfrutar de las delicias del campo, de sus agradables espediciones y de las giras de los amigos.
A poca distancia del Canal Imperial en la carretera de Valencia, y en su parte inferior, se halla la casa llamada de San Cárlos, vulgarmente la Casa Blanca, que en su principio sirvió de almacén y alojamiento de los dependientes, y en el día está arrendada y sirve de parador, para los que gusten ir á pasar un dia de campo.[...]

Además, todo el recinto de la Casa Blanca se halla poblado de infinitos arbolados, sotos y alamedas, que la embellecen estraordinariamente.
Guía de Zaragoza

La misma guía indica que la actividad productiva y logística se había mantenido en las instalaciones. El molino harinero seguía en funcionamiento en 1860 así como los batanes. El tráfico de viajeros y mercancías, aunque limitado, aún no había desaparecido. La guía describe así el servicio regular:

La empresa que tiene á su cargo este servicio, conduce viajeros y efectos desde la Casa Blanca al Bocal, cerca de Tudela.[...] Todos los dias a las cuatro de la mañana en invierno, y á las seis de la tarde en verano, sale un barco de pasajeros, y el precio de cada asiento es 40 rs. vn., cuidando tambien la empresa del transporte, desde esta ciudad al embarcadero, y del de el Bocal á Tudela, en coches preparados al efecto. Los domingos y miércoles sale el barco de trasporte á las tres de la mañana, que conduce arrobas y encargos para los pueblos y caseríos del tránsito. Los pasajeros deben hallarse, una hora antes de la salida de la Casa Blanca, en la administración de la navegacion, para subir en los carruajes y conducirlos hasta el embarcadero. Los barcos tienen asientos poco cómodos y una mesa bien servida; pero son susceptibles de muchas y muy necesarias mejoras, y hace gran falla el que se fije un número determinado de pasajeros para que no hagan estos la travesía con molestias, como sucede ahora con frecuencia.
Guía de Zaragoza

Sin embargo, los avances técnicos fueron dejando obsoleto el puerto de Casablanca. La llegada del ferrocarril, nuevo medio de transporte, restó importancia al tráfico fluvial y con la conexión de Zaragoza a Barcelona en 1861 y la posterior prolongación hacia Pamplona y Bilbao por la red de la Compañía de los Caminos de Hierro del Norte de España el tráfico de viajeros y mercancías fue poco a poco desapareciendo del canal. El molino y los batanes siguieron en funcionamiento, pues hay constancia de su operación por los herederos de Vicente Lahoz en 1867 y vuelven a ser mencionados en una nueva guía turista que actualizaba en 1869 la de comienzos de década. Esta segunda guía de 1869 muestra, al suprimir las menciones al puerto de la Casa Blanca, que la navegación ya había desaparecido frente al empuje del ferrocarril. Los registros de la molienda desaparecen algunos años después cuando se dejan de pagar los impuestos asociados y en la década de 1880 el puente aledaño es aprovechado para el Ferrocarril de vía estrecha de Cariñena a Zaragoza.

### Casablanca en la época moderna
En 1894, como parte de la electrificación en España, el complejo fue reconvertido en una central hidroeléctrica con dos turbinas de 200 CV cada una. Esta energía se trasladaba a la ciudad mediante una línea eléctrica de 3 km que fue pionera en su tiempo por el uso de corriente alterna para salvar la distancia hasta la ciudad. La central, que sería con el tiempo ampliada hasta los 600 CV, y su red subordinada fueron originalmente operadas por la Compañía Aragonesa de Electricidad pero la necesidad de generar economías de escala llevó en 1904 a fusiones que formaron Eléctricas Reunidas de Zaragoza, principal eléctrica de la región. La progresiva concentración del sector eléctrico en España llevó a ERZ a participar en 1983 en las fusiones que dan lugar a Endesa, actual operadora de la misma. 
Este nuevo aprovechamiento industrial no redujo su uso lúdico. Como parte de la renovación de Zaragoza para la Exposición Hispano-Francesa de 1908, se plantaron árboles en el paseo del Canal aledaño al molino, actualmente llamado de Casablanca. Para ese año, ya existían alrededor del antiguo molino algunas edificaciones que en la guía de 1908, "Zaragoza en tranvía" se describen como:

Hay un momento en que por la desigualdad del terreno, pasado cierto hotel cuyo nombre hace juego con su destino, se divisa a la derecha un esplendente paisaje de amplio y extenso horizonte, en cuyo fondo se perfilan imprecisos el poblado de Casablanca y los montes de Valdespartera. Entre el boscaje aparecen multitud de pequeños edificios, torres y casas de campo que pueblan la huerta, y entre estos, de trecho en trecho, sobresalen los altos minaretes de algunas chimeneas que van lanzando borbotones de un humacho denso que se esparce lentamente por la inconmensurable techumbre celeste. La vista de este paisaje, que por lo variado y extendido parece un gran lienzo panorámico, nos infunde un sentimiento de bienestar, cierta deliciosa plenitud de via, formada por las impresiones que  arrancamos a la naturaleza puesta ante nuestros ojos
José García Mercadal

Con el tiempo, ese conjunto crecería hasta constituir un barrio de la ciudad por derecho propio. El nomenclátor actual rinde homenaje a estos orígenes. Además de la ya mencionada "avenida de Casablanca", existe una "calle del Embarcadero" (en las proximidades del antiguo puerto) o "calle de la Vía" (en la antigua traza del ferrocarril a Cariñena).
La central eléctrica de las esclusas fue renovada y ampliada en 1985 tiene hoy una potencia de 600 kW. Consta de turbinas Kaplan de eje vertical para turbinar un caudal de 10 m³/s. La central sigue siendo de tipo fluyente y tiene una producción de 2672 GWh/año.
En el año 2000, la Diputación General de Aragón incoó el expediente para su declaración como Bien de Interés cultural como parte del conjunto histórico del Canal Imperial de Aragón. Pendiente de aprobación definitiva, está provisionalmente protegido como tal. Poco después, y en medio de las actuaciones relacionadas con la Exposición internacional de 2008, el parque que rodea el antiguo molino fue incluido, como el resto del tramo urbano del canal imperial, en el anillo verde de Zaragoza.

## Galería de imágenes
|                                                   |
| Antiguo grabado del molino de Casablanca en 1833. |

|                                          |
| Antiguo grabado de las esclusas en 1833. |

|                              |
| El conjunto en la actualidad |

|                                                                     |
| Francisco Cebolla Horna, El "Cuidador" de la almenara de Casablanca |

| |
| El abuelo Paco, el "Cuidador" de la almenara de Casablanca sentado en uno de los mecanismos de la esclusa. |